# Lord-lieutenant de Fermanagh
Ceci est une liste de personnes qui ont servi comme lord-lieutenant de Fermanagh. L'office a été créé le 23 août 1831.

## Lord-lieutenants
- John Cole : 17 octobre 1831-31 mars 1840
- John Crichton : avril 1840-3 octobre 1885
- John Crichton : 1885-2 décembre 1914
- John Ernest Francis Collum : 31 mars 1915-1948
- 5e comte d'Enniskillen : 25 septembre 1948-19 février 1963
- Basil Brooke : 26 avril 1963-février 1969
- vacant
- Thomas Scott : 17 juin 1971-30 juillet 1976
- Robert Grosvenor : 7 février 1977 – 19 février 1979
- Viola Grosvenor : 20 août 1979-1986
- Henry Crichton : 20 août 1986-juillet 2012
- Alan Brooke : 2 juillet 2012-présent